# VAMPS LIVE 2017 UNDERWORLD
『VAMPS LIVE 2017 UNDERWORLD』（ヴァンプス ライヴ にせんじゅうなな アンダーワールド）は日本のロックユニット、VAMPSのライヴビデオ。2017年12月6日発売。発売元はユニバーサルミュージック内のレーベル、Virgin Music。

## 解説
前作『HISTORY - The Complete Video Collection 2008-2014』以来約1年ぶり12作目となる映像作品のリリース。
本作品は、VAMPSが2017年4月に発表した4thアルバム『UNDERWORLD』を引っ提げて、日本全国をまわったライヴツアー「VAMPS LIVE 2017 UNDERWORLD」のZepp Osaka Bayside公演の模様を全編完全収録したライヴビデオである。なお、このツアーはVAMPSの代名詞となった"籠城型ツアー"であり、アイ・プリヴェイルのサポートアクト公演やダンジグとデフヘヴンとの合同ライヴを含むアメリカでのライヴツアー開催を経て行われている。
フィジカルはBlu-ray Disc及びDVDの2種類で発売されており、Blu-ray版は完全数量限定盤（BD）と初回限定盤（BD）、通常盤（BD）の3形態、DVD版は完全生産限定盤（2DVD）と初回限定盤（2DVD）、通常盤（DVD）の3形態でリリースされた。初回限定盤にはライヴ映像に加え、ライヴツアーに密着したドキュメンタリー映像が収録されている。Blu-ray版の完全生産限定盤は初回盤と同様の収録内容となっているが、ロッキン・ジェリー・ビーンが手掛けたフライトジャケット「Rockin' Jelly Bean×VAMPS オリジナル・MA-1」が付属されている。また、DVD版の完全生産限定盤は初回盤と同様の収録内容となっているが、同氏が手掛けたバッグ「Rockin' Jelly Bean×VAMPS オリジナル・2Wayバッグ」が付属されている。

## 収録曲
- DVD版（初回限定盤のみ）は2枚に、BD版は1枚に収録。「VAMPS LIVE 2017 TOUR DOCUMENTARY」からDisc2となる。

1. UNDERWORLD
2. INSIDE OF ME
3. REDRUM
4. EVIL
5. BREAK FREE
6. DON'T HOLD BACK
7. BLEED FOR ME
8. IN THIS HELL
9. CALLING
10. BLOODSUCKERS
11. LIPS
12. RISE OR DIE
13. AHEAD
14. RISE UP
15. MIDNIGHT CELEBRATION
16. SIN IN JUSTICE
17. ENJOY THE SILENCE
18. B.Y.O.B. (BRING YOUR OWN BLOOD)
19. SEX BLOOD ROCK N' ROLL

- 初回限定盤：VAMPS LIVE 2017 TOUR DOCUMENTARY